# Чубенко, Василий Эдуардович
Василий Эдуардович Чубенко (6 сентября 1971, село Большая Мартыновка, Ростовская область — 27 июля 2005, Дагестан) — российский офицер внутренних войск МВД России, полковник. Герой Российской Федерации (2005, посмертно).

## Биография
Василий Эдуардович Чубенко родился 6 сентября 1971 года в селе Большая Мартыновка Мартыновского района Ростовской области.
Окончив среднюю школу, в 1988 году поступил в Бакинское военное общевойсковое командное училище, в 1991 году в связи с расформированием училища был переведён в Орджоникидзевское высшее общевойсковое командное училище, по окончании которого в 1992 году был направлен во Внутренние войска МВД РФ.
Проходил службу в 100-й дивизии оперативного назначения Северо-Кавказского округа Внутренних войск МВД РФ. Командовал разведвзводом, а с 1995 года — разведротой.
Принимал участие в первой чеченской войне.
14 января 1995 года в бою у Бамута, когда колонна, в которой находился Чубенко, попала в засаду, Василий Чубенко, командуя боевым охранением колонны, обеспечил отражение боевиков массированным огнём и прорыв колонны из зоны огня противника. В бою 20 марта 1995 года подавил огневую точку противника, а также захватил в плен двух боевиков.
В 1996 году был назначен на должность начальника разведки полка Внутренних войск.
В 2000 году Василий Чубенко окончил факультет пограничных и внутренних войск Общевойсковой академии Вооруженных Сил РФ.
Принимал участие во второй чеченской войне.
Работал на должности заместителя начальника разведки Северо-Кавказского округа ВВ МВД, а в 2004 году был назначен на должность начальника разведки Московского округа ВВ МВД.
С декабря 2004 года находился на Северном Кавказе, где служил на должности начальника штаба оперативной группы Внутренних войск по Республике Дагестан. Организовал и провёл двадцать две спецоперации.
26 июля 2005 года бандгруппа устроила взрыв фугаса в Хасавюрте. Василий Чубенко, прибыв на место, организовал охрану и инженерную разведку местности, в ходе которой были найдены ещё два фугаса. Также Чубенко приказал перекрыть дороги, ведущие из города с целью предотвращения пути отхода для боевиков. Сам полковник прибыл на дорогу Хасавюрт — Ленинаул, на которой вечером этого же дня боевики попытались прорваться через заслон. В ходе стычки полковник Чубенко был тяжело ранен и вскоре умер в ближайшей больнице.
Указом Президента Российской Федерации № 1147 от 1 октября 2005 года за мужество и героизм, проявленные при выполнении воинского долга в Северо-Кавказском регионе полковнику Чубенко Василию Эдуардовичу присвоено звание Героя Российской Федерации (посмертно).
Похоронен в Москве на Востряковском кладбище (участок 112).

Могила Чубенко на Востряковском кладбище Москвы.

## Награды
- Герой Российской Федерации (1.10.2005, посмертно)
- Орден Мужества;
- Орден «Закон военные заслуги»;
- Медали.

## Память
- В 2017 году в Белой Калитве на аллее Героев в парке Св. Маяковского была открыта мемориальная доска Василию Чубенко.
- 6 мая 2019 года кадетском классу общеобразовательной школы № 1420 г. Москвы было присвоено имя Героя России Василия Чубенко.
- 6 сентября 2021 года транспортно-боевому вертолёту МИ-8МТВ-2 отдельной авиационной эскадрильи Центрального округа Росгвардии было присвоено имя «Героя России Василия Чубенко».
- 22 сентября 2021 года почтой России была выпущена почтовая марка из серии «Герой Российской Федерации» с изображением В. Э. Чубенко. К выпуску марки также были подготовлены конверты первого дня и штемпеля специального гашения для Москвы, Санкт-Петербурга и Ростова-на-Дону.
- 9 декабря 2021 года в музее Центрального округа Росгвардии торжественно был открыт памятник Герою России Василию Чубенко.
- 9 декабря 2022 года в Белой Калитве была торжественно открыта мемориальная доска на здании школы № 2 Герою России Василию Чубенко в которой он учился.